# Jean-Claude Bourdin
Jean-Claude Bourdin, né le 14 février 1945, est un philosophe et historien de la philosophie français,.

## Biographie
Agrégé de philosophie en 1970, il devient docteur en philosophie en 1987. Il est un spécialiste reconnu de Diderot,, de Hegel, d’Althusser, et de Foucault.

## Carrière universitaire
Après avoir enseigné dans le secondaire (Draguignan, Bogotá-Colombie, Poitiers), Jean-Claude Bourdin a enseigné comme maitre de conférence puis professeur à l’Université de Poitiers jusqu’en 2010.
Il a été fondateur et directeur du Master professionnel "Médiation dans les organisations" de 2001 à 2010 (à présent intitulé Master 2 "Médiations et société").
Membre du Centre de recherche et de documentation sur Hegel et Marx (CRDHM), puis du Centre de recherche sur Hegel et l'Idéalisme allemand (CRHIA), auxquels ont succédé le Laboratoire Métaphysique allemande et Philosophie pratique (MAPP).

## Travail de recherche
Ses intérêts en philosophie se sont nourris de l’histoire de la philosophie : Hegel, le matérialisme des Lumières, Diderot, en particulier et le "matérialisme de la rencontre" d’Althusser, Marx, Foucault, et de la philosophie politique.

### Ouvrages
- Hegel et les matérialistes français du XVIIIe siècle, Paris, Méridiens Klincksieck, 1992
- Diderot. Le matérialisme[24], Paris, PUF, « Philosophies », 1998
- Le philosophe et le contre-philosophe. Études sur Le Neveu de Rameau, Paris, Hermann, "Les collections de La République des Lettres", 2021

### Édition de textes
- Les matérialistes au XVIIIe siècle, textes présentés et choisis, Paris, Petite Bibliothèque Payot, Éditions Payot & Rivages, 1996 (anthologie)
- Diderot, Pensées philosophiques. Additions aux Pensées philosophiques, présentation, notes, dossier, Paris, GF-Flammarion, 2007
- Diderot, Entretien d’un philosophe avec Madame la Maréchale de ***, présentation, notes et dossier, avec Colas Duflo, Paris, GF-Flammarion, 2009

### Direction de publications
- Les matérialismes philosophiques, Paris, KIMÉ, 1997
- La philosophie saisie par l’histoire, Hommage à Jacques D’Hondt, avec Michel Vadée, Paris, KIMÉ, 1999
- Les Lumières et l’Idéalisme allemand, Paris, L’Harmattan, 2006
- L’encyclopédie du Rêve de d’Alembert de Diderot, avec Sophie Audidière et Colas Duflo, Paris, CNRS Éditions, 2006
- Matérialistes français du XVIIIe siècle, La Mettrie, Helvétius, d’Holbach, sous la direction de Sophie Audidière, Jean-Marie Lardic, Francine Markovits, Yves Charles Zarka, Paris, PUF, « Fondements de la politique », 2006
- Michel Foucault, savoirs, dominations, sujet, sous la direction de Jean-Claude Bourdin, Frédéric Chauveau, Vincent Estellon, Bertrand Geay, Jean-Michel Passerault, Rennes, PUR, 2006
- Archives de philosophie, « Diderot philosophe », avec Colas Duflo, Paris, tome 71, printemps 2008
- Althusser : une lecture de Marx, Paris, PUF, « Débats philosophiques », 2008
- Crises et conflits dans la pensée de Jean-Jacques Rousseau, Poitiers, Cahiers du Gerhico, 2010
- La Dynamique de la violence, sous la direction de Frédéric Chauvaud, Jean-Claude Bourdin, Ludovic Gaussot, Pierre-Henri Keller, Rennes, PUR, 2010